# Friedrich Zachau
Friedrich Wilhelm Zachov of Zachau (Leipzig, 19 november 1663 - Halle, 14 augustus 1712) was een Duits componist.
Friedrich Zachau was een muzikaal wonderkind. Op tienjarige leeftijd speelde hij viool, hobo, orgel en klavecimbel. Vanaf 1684 was hij als organist 30 jaar lang verbonden aan de Marktkirche in Halle an der Saale. Hij is vooral bekend gebleven doordat hij de belangrijkste (want de enige) leermeester van Georg Friedrich Händel was.
Hij schreef in de stijl van Samuel Scheidt en Johann Pachelbel. Er zijn van hem een mis, 34 kerkcantates en meer dan 50 composities voor orgel overgebleven.
Hij was een voorloper van Johann Sebastian Bach.

## Opnamen
- Christmas cantatas. Meine Seel: erhebt den Herren; Herr, wenn ich nur dich habe; Preiset mit mir den Herren; Lobe den Herrn, meine Seele Constanze Backes, Capella Frisiae & Accademia Amsterdam, dir. Ludger Remy. Quintone.nl 2010

- Bibsys: 90388913
- Bibliothèque nationale de France: cb14827179r (data)
- CiNii: DA11374658
- Gemeinsame Normdatei: 118772147
- International Standard Name Identifier: 0000 0001 0985 9119
- Library of Congress Control Number: n82155096
- Nationale Bibliotheek van Letland: 000077047
- MusicBrainz: 8fe37bfe-e3a7-4ca4-aae3-7c9af042c2df
- Nationale Bibliotheek van Tsjechië: jn19990009375
- Nationale bibliotheek van Australië: 35209254
- Nationale Bibliotheek van Israël: 987007283518505171
- Nationale Bibliotheek van Polen: a0000002777261
- Nationale en Universitaire bibliotheek Zagreb: 000524678
- Nederlandse Thesaurus van Auteursnamen: 071500065
- Réseau des bibliothèques de Suisse occidentale: 02-A003993776
- Istituto Centrale per il Catalogo Unico: CFIV156502
- SNAC: w6348ws7
- Système universitaire de documentation: 142277266
- Trove: 866251
- Virtual International Authority File: 71579827
- WorldCat: E39PBJfWWm8M7GvbPmMjmFqvpP